# Ана Липша-Тофович
Ана Липша-Тофович (на хърватски: Ana Lipša-Tofović, на македонска литературна норма: Ана Липша-Тофовиќ) е северномакедонска оперна и концертна певица (мецосопран) от хърватски произход.

## Биография
Родена е на 23 август 1926 година в хърватския град Сисак, тогава в Кралството на сърби, хървати и словенци. Получава музикално образование в Загреб при професор Райзер. В 1947 година дебютира на сцената на Загребската опера с ролята на Олга в „Евгений Онегин“. На следната 1948 година заминава за Скопие като една от основателките на операта на Македонския народен театър и остава в нея до 1980 година. Има над 35 роли, сред които Орфей в „Орфей и Евридика“, Амнерис в „Аида“, Далила в „Самсон и Далила“, Еболи в „Дон Карлос“, Мадам Флора в „Медиум“, Кармен, Адалджиза в „Норма“. Липша-Тофович има забележителна способност за драматично изпълнение на ролите си, висока музикалност и певческа и стилистична култура. Пее и по концерти и участва в много вокално-инструментални произведения. В 1961 година с концерт в „Света София“ дава начало на фестивала „Охридско лято“. Гостува из Югославия, Европа и Китай.
Носителка е на Държавната награда „Единадесети октомври“ за ролята на Орфей за цялостно творчество. Омъжена е за неврохирурга Петър Тофович.
Умира в Скопие на 3 септември 2012 година.